# Акка, Стефан
Стефан Акка (фр. Stephane Acka; 11 октября 1990 года, Абиджан) — ивуарийский футболист, защитник клуба «Секция (Нес-Циона)».

## Клубная карьера
Стефан Акка начинал свою карьеру футболиста в итальянских клубах из низших лиг «Леньяго Салус» и «Беллуно 1905». Летом 2013 года он присоединился к румынской «Университате» из Крайовы, выступавшей тогда в румынской Лиге 2. 8 августа 2014 года Акка дебютировал в румынской Лиге 1, выйдя в основном составе в домашнем поединке против «Вииторула». 31 марта 2016 года защитник забил свой первый гол на высшем уровне, сравняв счёт в домашнем матче с «Ботошани».
Летом 2017 года Стефан Акка стал футболистом клуба турецкой Первой лиги «ББ Эрзурумспор», с которым по итогам сезона 2017/18 вышел в турецкую Суперлигу.